# Nordmakedoniens riksvapen
Nordmakedoniens riksvapen är Nordmakedoniens officiella riksvapen. Riksvapnet består av två girlander av vete, tobaksblad och vallmoknoppar som binds samman med ett band som är dekorerat med motiv av en traditionell makedonsk folkdräkt. I mitten syns en sjö, ett berg och en stigande sol. Alla dessa symboler sägs enligt makedonierna symbolisera "vårt lands rikedomar, vår kamp och vår frihet". Vapnet är snarare att beteckna som ett emblem då det i likhet med andra kommunistiska emblem saknar flera grundläggande heraldiska beståndsdelar. Hela emblemets komposition bygger på Jugoslaviens statsvapen och följer samma mönster.
Emblemet konstruerades vid andra världskrigets slut och antogs den 27 juli 1946 för delrepubliken Makedonien inom federationen Jugoslavien och saknar historiska rötter av traditionella vapensköldar eller makedonska traditioner. När delrepubliken Makedonien förklarade sig självständigt från Jugoslavien 1991 fortsatte det gamla emblemet att vara officiellt för den nybildade staten.
Berget som finns i emblemets mitt symboliserar inget enskilt berg, som i till exempel Sloveniens riksvapen, utan hela Nordmakedonien som är ett bergigt land[källa behövs].

Förslag till nytt riksvapen.

Försök har gjorts för att skaffa ett nytt riksvapen åt republiken då man anser den nuvarande förlegad, bland annat på grund av kommuniststjärnan. 1992 lades ett förslag fram om att man skulle anta det gamla emblemet som den makedonska revolutions organisationen VMRO använt under 1800-talet. Detta riksvapen består av ett gyllende, bekrönat, tvåsvansat lejon på en blodröd sköld. Riksvapnet antogs inte, främst av följande anledningar:
- liknande emblem används redan av flera politiska partier.
- den albanska minoriteten ansåg att den endast symboliserar etniska makedonier.
- vapnet liknar allt för mycket Bulgariens riksvapen.

År 2009 togs kommuniststjärnan bort från emblemet, dock återstår resten av emblemet.

## Tidigare riksvapen

1944-1946
1946-1991
1991-2009